# Giàn khoan dầu

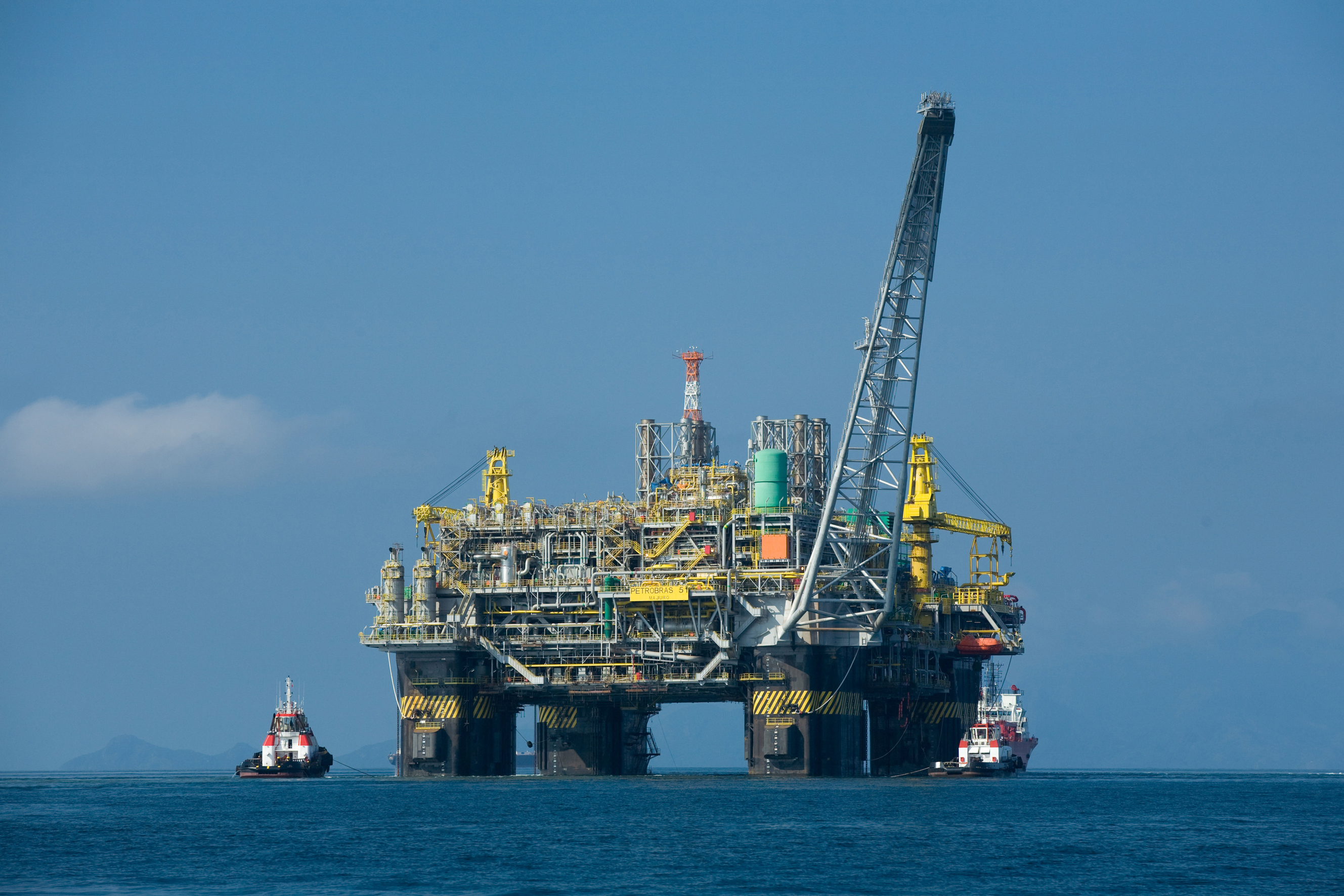
Giàn khoan dầu P-51 ngoài khơi Brazil là một giàn khoan nửa chìm nửa nổi.

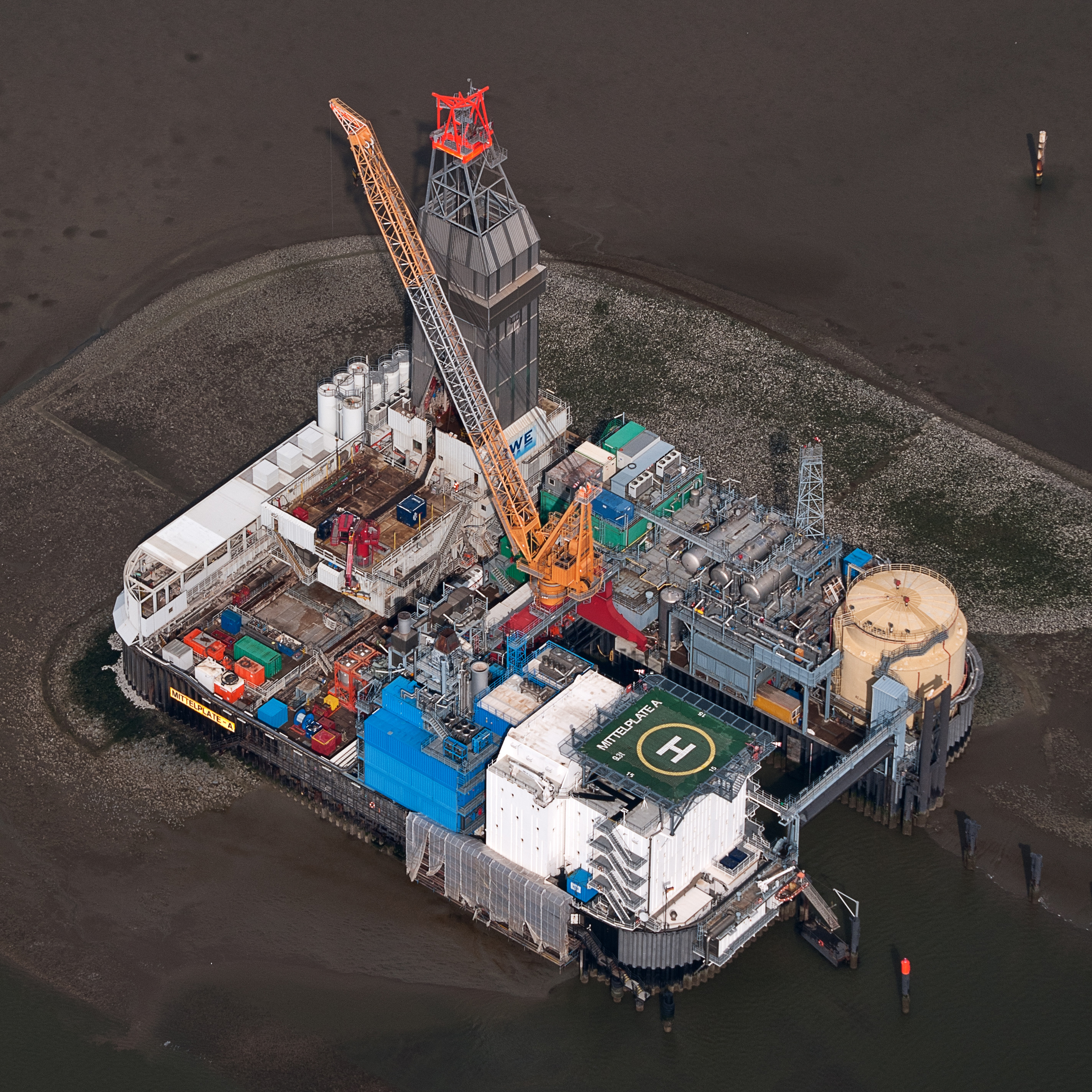
Giàn khoan dầu Mittelplate ở biển Bắc

Giàn khoan dầu là một cấu trúc được dùng để khoan các giếng để khai thác và xử lý dầu, khí thiên nhiên, và chứa dầu tạm trong khi chờ chuyên chờ đến nơi chế biến hoặc bán ra thị trường. Trong nhiều trường hợp, giàn khoan còn các phân khu chức năng khác như nhà ở cho đội ngũ nhân viên.
Tùy theo hoàn cảnh, giàn khoan có thể được cố định với đáy biển, cũng có thể bao gồm một đảo nhân tạo, hoặc có thể ở chế độ trôi nổi.

## Các loại giàn khoan

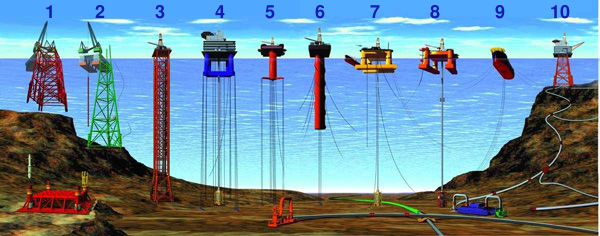
1, 2) Giàn khoan cố định truyền thống; 3) Compliant tower; 4, 5) vertically moored tension leg and mini-tension leg platform; 6) Spar; 7,8) bán tiềm thủy; 9) Hệ thống chứa nổi; 10) Hệ thống cụm giếng ngầm kết nối với giàn cố định.

### Giàn khoan cố định (Fixed Platform)
Các giàn khoan cố định được xây dựng trên chân bê tông hoặc thép, hoặc cả hai, được neo vào đáy biển, có mặt bằng làm việc bên trên, khu chức năng khai thác, trung tâm điều khiển. Các loại giàn khoan này không thể di chuyển, được thiết kế sử dụng trong thời gian dài tại một vị trí (ví dụ như giàn khoan Hibernia). Có nhiều cấu trúc khác nhau được sử dụng, steel jacket, concrete caisson, floating steel và thậm chí bê tông nổi. Steel jackets are vertical sections made of tubular steel members, and are usually piled into the seabed. To see more details regarding Design, construction and installation of such platforms refer to: and.

### Giàn khoan tự nâng

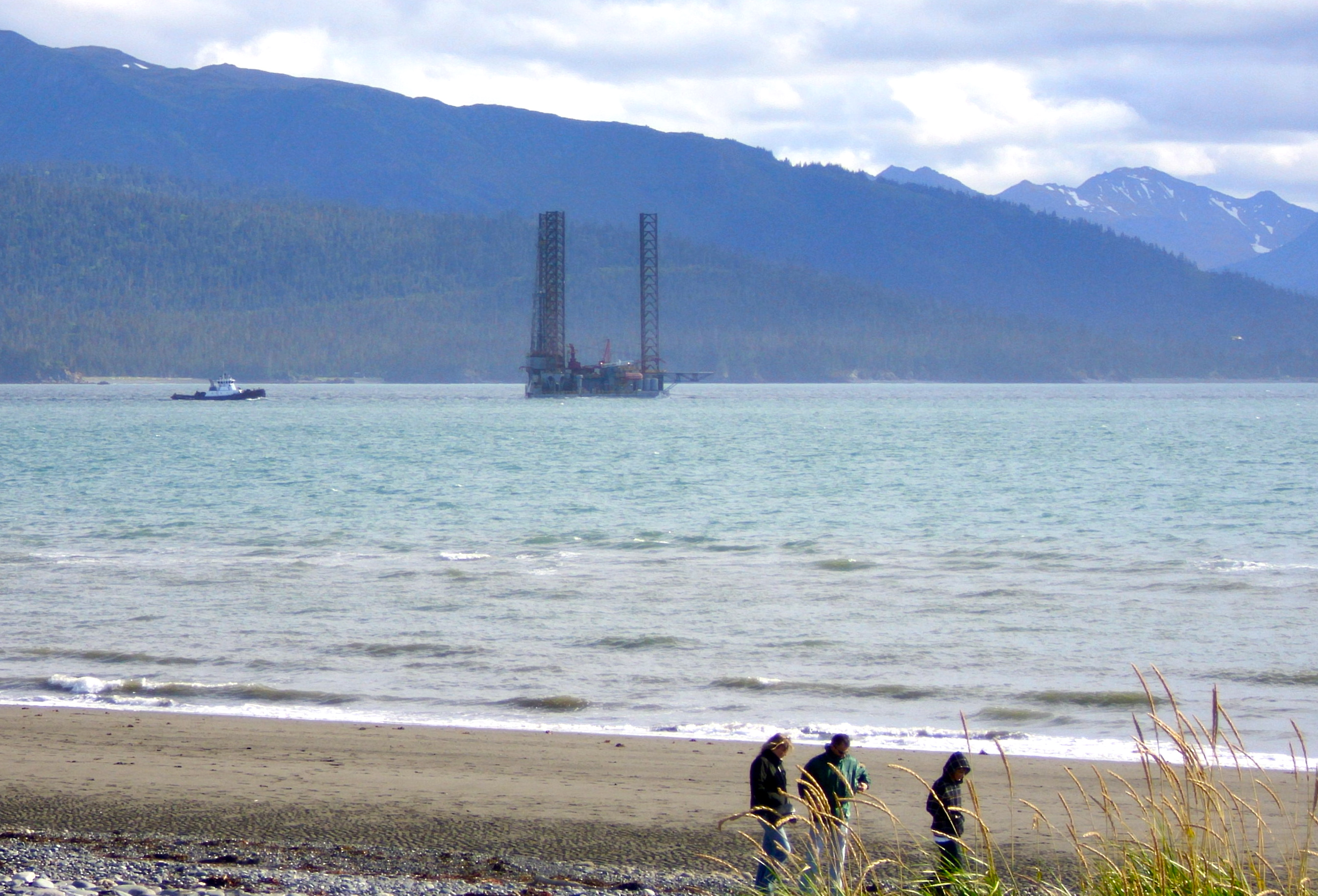
400 ft tall jackup rig being towed by tugboats, Kachemak Bay, Alaska

### Giàn khoan Spar

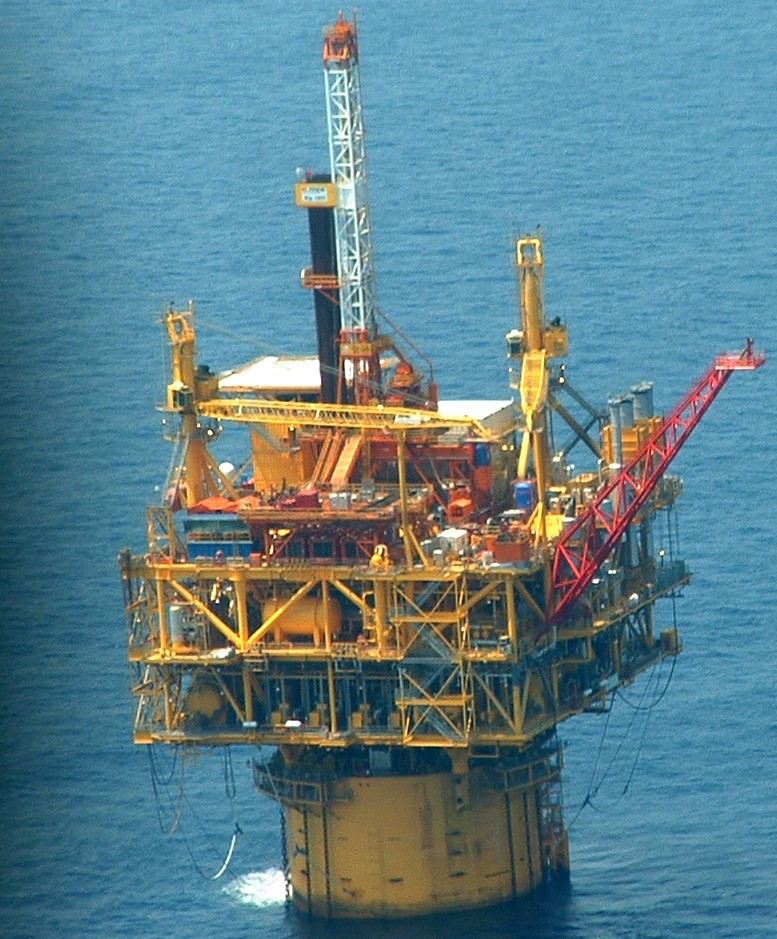
Devil's Tower Spar Platform

### Cấu trúc trọng lực
{{ch
ính|Gravity-based structure}}

## Các hệ thống chính của giàn khoan
- Tháp khoan và cấu trúc dưới tháp
- Hệ thống cung cấp năng lượng
- Hệ thống nâng thả bộ khoan cụ
- Hệ thống roto để quay bộ cụ khoan
- Hệ thống tuần hoàn dung dịch khoan
- Hệ thống đo trong khi khoan
- Hệ thống kiểm soát giếng